# Friedhofsportal (Eichfeld)

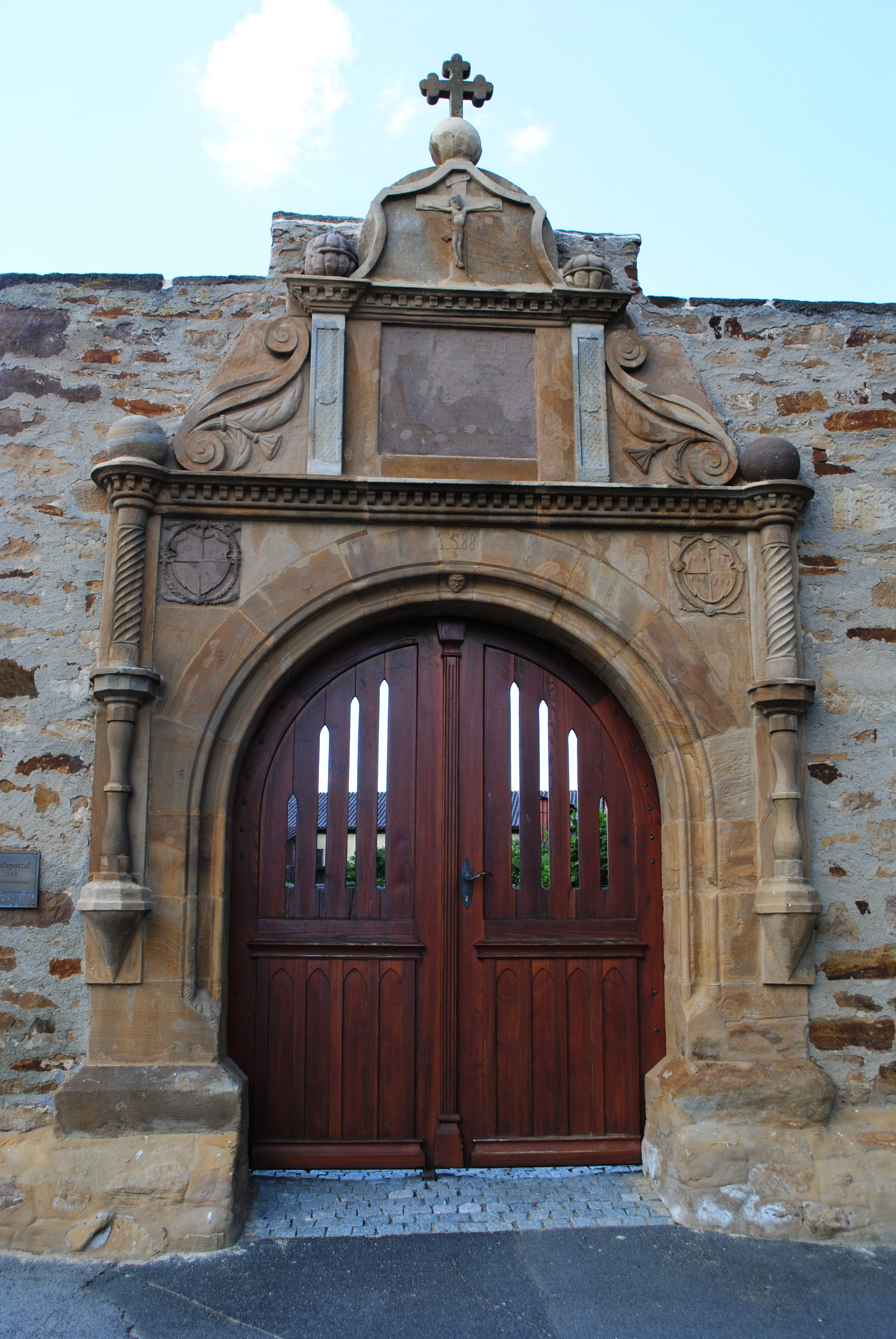
Das Portal vor dem Friedhof

Das Friedhofsportal in Eichfeld an der Seubeltstraße am Ortsausgang bildet den Friedhofseingang im Volkacher Ortsteil.

## Geschichte
Im Jahr 1588 wurde ein neuer Friedhof am Ortsrand angelegt. Durch mehrere Plünderungen im Jahre 1553 stieg die Zahl der Toten Eichfelds drastisch an und der alte Gottesacker neben der Kirche reichte nicht mehr aus. Ein weiterer Grund für die Verlegung entstand mit der Übernahme des evangelischen Bekenntnisses durch die Bewohner Eichfelds im Jahr 1556. Viele Evangelische aus den umliegenden Dörfern wurden nun ebenfalls dort bestattet.
Das Portal entstand im Jahr 1588 mit der Neuanlage des Friedhofs. Errichten ließ es Graf Georg II. zu Castell, der damit an seine verstorbene Frau Sophia Schenkin von Limpurg-Speckfeld erinnern wollte. Noch heute bildet das Friedhofsportal den Eingang des Gottesackers. Das Bayerische Landesamt für Denkmalpflege ordnet das Portal unter der Baudenkmalnummer D-6-75-174-191 ein.

## Beschreibung
Das Rundbogenportal zitiert die Formen der Renaissance. Der Schlussstein zeigt wohl den Kopf des Steinmetzes, die Jahreszahl 1588 und zwei Steinmetzzeichen, eines davon ist das von Georg Holzwart aus Gerolzhofen, das andere kann nicht eindeutig zugeordnet werden. Die Zwickel zeigen rechts das Wappen der Schenken von Limpurg und links das der Grafen von Castell. Ein Zinnenfries leitet zum Giebel über.
Der Giebel ist dreieckig und trägt zwei Inschriften. Er wird von einem Kreuz auf einer Weltkugel, dem Symbol der christlichen Welt, bekrönt. Pilaster begrenzen die untere Inschrift. Sie sind mit der Lutherrose verziert. Die obere Inschrift wird durch eine frakturierte Umrahmung eingegrenzt. In ihrer Mitte befindet sich ein Kruzifix.
Die Umrahmung trägt die Inschrift „IOANI ECCE AGN(US DEI) (DVXIT) PORTA A MUNDI“ (Johannes siehe das Lamm Gottes, es führt durch das Tor aus der Welt). Die weiteren Gravuren werden vom Kruzifix voneinander getrennt. Sie lauten: „(Nur)/ (des Herrn) Jesu/ Christi Ma(cht)/ (kann Mi)ttler Aller/ (un)ser Sünd(en sein)/ Anno 1.5.88./ haben die Erbarn Georg/ Schiemel Schultheiß/ Lenhardt Glaser und/ Petter Schraudt Baurn/ Gottesmeister auch Maurre/ zu Bauen angefangen und Daniel [...] 8M/ Johann Eydenbach Pfarrer/ und Johann Hirschberger (ist)/ Schüelmeister gewesen“.
Die untere Inschrift ist rechteckig und mit einem schmalen Sandsteinrahmen versehen. Sie lautet: „ANNO 1:5:88: ist dieser Orth zur [...]/ Begrebnus alhier zu Aichfeldt für die so in dem/ Herrn Christo seliglich eingeschlafen veordnet worden/ und sindt zu diesem Mal Vorsteher und Baumeister gewesen/ die Erbarn Georg Stösel Schultheiß Hans Cramer Baumeister/ Hans Steffan Gottsmeister und Caspar Haan [...]“. Nach einem Absatz folgt ein psalmähnlicher Merksatz: „Wer in dem Herrn Christo (ist gegangen)/ Der hat das Leben (neu empfangen)/ Biß wier aus (dem Grabe) Aufferstehn/ Mit uns wird Jesus Christus gehen/ Mit Christo fandet's Ewig Leben/ Das Christus hatt aus gnaden geben“.